# Take-Offs and Landings
Take Offs and Landings è il primo album in studio del gruppo musicale statunitense Rilo Kiley, pubblicato nel 2001.

## Tracce
Testi e musiche di Jenny Lewis e Blake Sennett.

Edizione Rilo Records
1. Go Ahead – 3:34
2. Science vs. Romance – 5:43
3. Wires and Waves – 3:17
4. Pictures of Success – 6:51
5. August – 3:18
6. Bulletproof – 1:57
7. Plane Crash in C – 5:11
8. Small Figures in a Vast Expanse – 3:19
9. Don't Deconstruct – 2:37
10. Always – 4:00
11. We'll Never Sleep (God Knows We'll Try) – 2:54
12. Rest of My Life – 2:10
13. Variations on a Theme (Plane Crash in C) – 1:35

Edizione Barsuk Records
1. Go Ahead – 3:34
2. Science vs. Romance – 5:43
3. Wires and Waves – 3:17
4. Pictures of Success – 6:51
5. August – 3:18
6. Bulletproof – 1:57
7. Plane Crash in C – 5:11
8. Variations on a Theme (Science vs. Romance) – 0:36
9. Small Figures in a Vast Expanse – 3:19
10. Don't Deconstruct – 2:37
11. Always – 4:00
12. We'll Never Sleep (God Knows We'll Try) – 2:54
13. Rest of My Life – 2:10
14. Variations on a Theme (Plane Crash in C) – 1:35

## Formazione
Gruppo
- Jenny Lewis – voce, tastiera, chitarra
- Blake Sennett – chitarra, tastiera, voce
- Pierre de Reeder – basso, chitarra, cori
- Dave Rock – batteria, percussioni

Altri musicisti
- Phillip Watt – tromba (in Pictures of Success, Plane Crash in C e Don't Deconstruct)
- Alex Greenwald – sintetizzatore (in Pictures of Success e Plane Crash in C)
- Shana Levy – tastiera (in Go Ahead)
- Larissa Brantner – violino (in Don't Deconstruct e Rest of My Life)
- Aram Arsalanian – tastiera (in Plane Crash in C)
- Ben Boyer – batteria (in We'll Never Sleep (God Knows We'll Try))
- Danny Cooksey – cori (in Science vs. Romance e Always)